# 8549 Alcide
8549 Alcide (1994 FS) là một tiểu hành tinh vành đai chính.